# Newcastle, New South Wales
Khu vực đô thị Newcastle (/ ˈnjuːkɑːsəl /) là khu vực đông dân thứ hai ở bang New South Wales của Úc và bao gồm hầu hết các khu vực chính quyền địa phương của Newcastle và Lake Macquarie. Đây là trung tâm của khu vực vùng đô thị Newcastle bao gồm hầu hết các khu vực của chính quyền địa phương của Thành phố Newcastle, Thành phố Lake Macquarie, Thành phố Cessnock, Thành phố Maitland và Hội đồng Port Stephens.
Nằm cách 162 km (101 dặm) về phía bắc-đông bắc của Sydney, ở cửa sông Hunter, nó là thành phố chiếm ưu thế trong Vùng Hunter. Nổi tiếng với than đá, Newcastle là cảng xuất than lớn nhất thế giới, xuất khẩu 159,9 triệu tấn than vào năm 2017. Ngoài thành phố, Vùng Hunter sở hữu các mỏ than lớn. Về mặt địa chất, khu vực này nằm ở phần trung tâm phía đông của lưu vực Sydney.

## Lịch sử

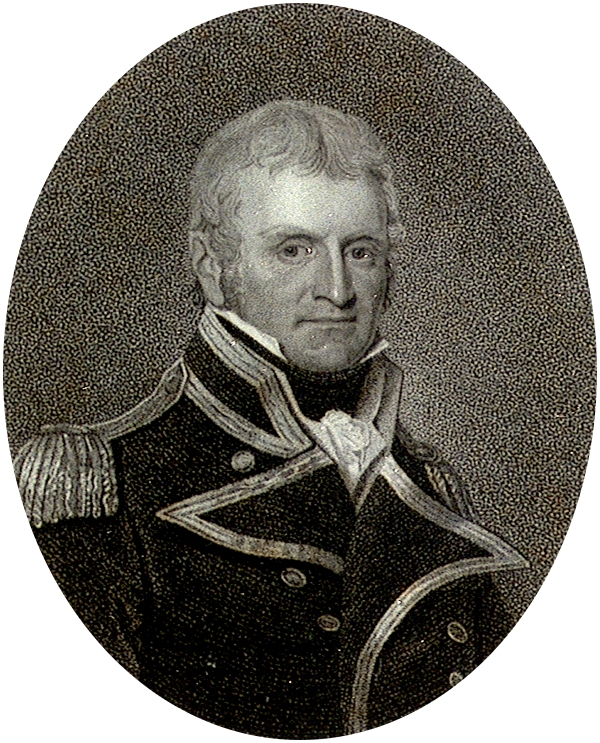
John Shortland, người châu Âu đầu tiên tìm ra Newcatsle.

### Lịch sử thổ dân
Newcastle và vùng Hunter có địa hình thấp hơn từng là nơi định cư của thổ dân Awabakal và Worimi, những người đã gọi khu vực này là Malubimba.

### Châu Âu định cư
Vào tháng 9 năm 1797, Trung úy John Shortland trở thành người định cư châu Âu đầu tiên khám phá khu vực này. Khám phá của ông về khu vực này phần lớn là ngẫu nhiên; như ông đã được gửi đi để tìm kiếm một số tù nhân đã bắt giữ một con tàu được xây dựng tại địa phương gọi là Cumberland khi ông đang đi thuyền từ Sydney Cove. Trong khi trở về, Trung úy Shortland nhập vào những gì ông sau này được mô tả là "một con sông rất tốt", mà ông đặt tên theo Thống đốc New South Wales 'John Hunter. Ông trở lại với các báo cáo về cảng nước sâu và than dồi dào của khu vực. Trong hai năm tới, than khai thác từ khu vực này là xuất xứ đầu tiên của thuộc địa New South Wales.
Newcastle đã nổi tiếng là một "địa ngục" vì nó là một nơi mà các tù nhân nguy hiểm nhất được gửi đi đào trong các mỏ than như là hình phạt khắc nghiệt cho tội ác của họ. Vào đầu thế kỷ 19, cửa sông Hunter đã được nhiều nhóm đàn ông đến thăm, bao gồm cả những người đào than, thợ cắt gỗ, và nhiều tù nhân trốn thoát hơn. Philip Gidley King, Thống đốc bang New South Wales từ năm 1800, đã quyết định một cách tiếp cận tích cực hơn để khai thác tài nguyên thiên nhiên hiện tại của Thung lũng Hunter. Năm 1801, một trại tù được gọi là King's Town (được đặt tên theo Governor King) được thành lập để khai thác than và cắt gỗ. Cùng năm đó, lô hàng than đầu tiên được gửi đến Sydney. Khu định cư này đã đóng cửa chưa đầy một năm sau.
Một khu định cư một lần nữa đã được cố gắng xây dựng vào năm 1804, như là một nơi trừng phạt thứ cấp cho những tù nhân không hợp pháp. Khu định cư được đặt tên là Coal River, cũng có tên là là Kingstown và sau đó đổi tên thành Newcastle, sau cảng than nổi tiếng của nước Anh. Tên đầu tiên xuất hiện bởi ủy ban do Thống đốc King ban hành ngày 15 tháng 3 năm 1804 cho Trung úy Charles Menzies của đội hải quân trên HMS Calcutta, sau đó tại Cảng Jackson, bổ nhiệm ông tổng giám đốc khu định cư mới. Khu định cư mới, bao gồm các tù nhân và một lính canh quân sự, đã đến sông Hunter vào ngày 27 tháng 3 năm 1804 trong ba chiếc tàu: HMS Lady Nelson, the Resources and the James. Các tù nhân là những phiến quân từ cuộc nổi dậy năm 1804 Castle Hill. Mối liên kết với thành phố Newcastle trên sông Tyne ở Anh (tên gọi của nó) và cũng có nhiều người khai thác than thế kỷ 19 đến, vẫn còn rõ ràng ở một số địa danh - như Jesmond, Hexham, Wickham, Wallsend và Gateshead. Morpeth, New South Wales là một khoảng cách tương tự về phía bắc của Newcastle như Morpeth, Northumberland là phía bắc của Newcastle bên Anh.
Dưới quyền chỉ huy của Thuyền trưởng James Wallis, từ 1815 đến 1818, các điều kiện của các tù nhân được cải thiện, và một sự bùng nổ xây dựng bắt đầu. Thuyền trưởng Wallis đặt ra các đường phố của thị trấn, xây dựng nhà thờ đầu tiên của địa điểm Nhà thờ Anh giáo Giáo hội Anh giáo hiện tại, dựng lên nhà tù cũ trên bờ biển, và bắt đầu làm việc trên đê chắn sóng mà bây giờ gia nhập Nobbys Head đến đất liền. Chất lượng của những tòa nhà đầu tiên này là kém, và chỉ có một đê chắn sóng (được tăng cường nhiều) tồn tại. Trong giai đoạn này, năm 1816, trường công lập lâu đời nhất ở Úc được xây dựng ở Đông Newcastle.

### Chính phủ dân sự thành lập
Newcastle vẫn là một khu định cư hình sự cho đến năm 1822, khi khu định cư được mở cửa để canh tác. Là một thuộc địa hình sự, quy tắc quân sự khắc nghiệt, đặc biệt là ở Vịnh Limeburners, ở phía bên trong bán đảo Stockton. Ở đó, các tù nhân được gửi đến đốt vỏ sò để làm vôi. Quy tắc quân sự ở Newcastle đã kết thúc vào năm 1823. Số tù nhân đã giảm xuống còn 100 (phần lớn trong số này được sử dụng để xây dựng đê chắn sóng) và 900 chiếc còn lại được gửi đến Port Macquarie.
Sau khi loại bỏ các tù nhân cuối cùng vào năm 1823, thị trấn được giải phóng khỏi ảnh hưởng khét tiếng của luật hình sự. Nó bắt đầu có được các khía cạnh của một giải quyết tiên phong điển hình của Úc, và một dòng chảy ổn định của người định cư tự do đổ vào nội địa.
Sự hình thành trong thế kỷ XIX của Công ty Tàu hơi nước Newcastle và Hunter đã chứng kiến việc thành lập các dịch vụ tàu hơi nước thường xuyên từ Morpeth và Newcastle với Sydney. Công ty có một đội tàu chở hàng cũng như một số tàu chở khách nhanh, bao gồm cả PS Newcastle và PS Namoi. Namoi có cabin hạng nhất với các tiện nghi mới nhất.
Do nguồn cung cấp than, các tàu nhỏ được đặt giữa Newcastle và Sydney, Brisbane, Melbourne và Adelaide, chở than đến các công trình khí và hầm để vận chuyển và đường sắt. Chúng thường được gọi là "60 dặm", đề cập đến cuộc hành trình hải lý giữa Newcastle và Sydney. Các tàu này tiếp tục phục vụ cho đến thời gian gần đây.

### Thế kỉ XX cho đến nay
Trong chiến tranh thế giới thứ hai, Newcastle là một trung tâm công nghiệp quan trọng cho nỗ lực chống chiến tranh của Úc. Trong những giờ đầu tiên của ngày 8 tháng 6 năm 1942, tàu ngầm của đế quốc Nhật Bản I-21 đã bao vây Newcastle một thời gian ngắn. Trong số các khu vực bị ảnh hưởng trong thành phố là các nhà máy đóng tàu, các công trình thép, Parnell Place ở khu East End của thành phố, các bồn tắm biển phá vỡ và Art Deco. Rất may là không có thương vong và thiệt hại gì đáng kể trong cuộc tấn công.
Cảng Newcastle vẫn là trung tâm kinh tế và thương mại của thung lũng Hunter giàu tài nguyên và phần lớn phía bắc và tây bắc của New South Wales. Newcastle là cảng xuất khẩu than lớn nhất thế giới và cảng thông lượng lớn nhất và lớn thứ hai của Úc, với hơn 3.000 vận chuyển hàng hóa vận chuyển hàng hóa 95,8 triệu mỗi năm, trong đó xuất khẩu than chiếm 90,8 tấn trong giai đoạn 2008–09. Khối lượng than xuất khẩu, và nỗ lực tăng xuất khẩu than, trái ngược với các nhóm môi trường.
Newcastle có một ngành công nghiệp đóng tàu với Nhà máy đóng tàu Walsh Island và Công trình Kỹ thuật, Nhà máy đóng tàu State và Nhà máy đóng tàu Forgacs. Trong những năm gần đây, hợp đồng đóng tàu lớn duy nhất được trao cho khu vực này là việc xây dựng các thợ mỏ Huon. Thời đại của ngành công nghiệp nặng mở rộng được thông qua khi các công trình thép đóng cửa vào năm 1999. Nhiều người trong số các ngành công nghiệp sản xuất còn lại đã rời khỏi thành phố.
Newcastle có một trong những khu nhà hát lâu đời nhất ở Úc. Nhà hát Victoria trên Phố Perkins là nhà hát được xây dựng có mục đích lâu đời nhất trong cả nước. Khu nhà hát chiếm khu vực xung quanh khu phố Hunter Street Mall đã biến mất vào những năm 1940. Trung tâm thành phố cổ đã nhìn thấy một số căn hộ và khách sạn mới được xây dựng trong những năm gần đây, nhưng tỷ lệ nghề nghiệp thương mại và bán lẻ vẫn thấp trong khi các trung tâm ngoại thành thay thế trở nên quan trọng hơn. Bản thân CBD đang dịch chuyển về phía tây, hướng tới khu vực đổi mới đô thị lớn được gọi là "Honeysuckle". Sự đổi mới này, để chạy thêm 10 năm nữa, là một phần quan trọng trong việc bắt giữ sự thay đổi của doanh nghiệp và cư dân ở vùng ngoại ô. Đổi mới thương mại đã được đi kèm với sự phục hưng văn hóa. Có một cảnh nghệ thuật sôi động trong thành phố bao gồm một phòng trưng bày nghệ thuật được đánh giá cao, và một Trung tâm Nhà văn Hunter hoạt động. Các đại diện hư cấu gần đây (ví dụ như 'Sông Thép' của Antoinette Eklund) trình bày một tầm nhìn mới về thành phố, sử dụng quá khứ lịch sử của thành phố làm bối cảnh cho tiểu thuyết đương đại.
Khu thương mại trung tâm cũ, nằm ở cuối phía đông của Newcastle, vẫn có một số lượng đáng kể các tòa nhà lịch sử, chủ yếu là Nhà thờ Christ Church, trụ sở của Giám mục Anh giáo Newcastle. Các tòa nhà đáng chú ý khác bao gồm Fort Scratchley, Ocean Baths, Nhà hải quan cũ, Tòa thị chính năm 1920, Viện Longworth năm 1890 (từng được coi là tòa nhà đẹp nhất trong thời thuộc địa) và nhà nghệ thuật University House (ngôi nhà trước đây là NESCA House).

## Địa lí
Newcastle nằm ở bờ phía nam của cửa sông Hunter. Phía bắc bị chi phối bởi các đụn cát, đầm lầy và nhiều kênh sông. Một "vành đai xanh" bảo vệ thực vật và động vật hoang dã sườn thành phố từ phía tây (núi Watagan) xung quanh phía bắc, nơi nó đáp ứng các bờ biển phía bắc của Stockton. Phát triển đô thị chủ yếu được giới hạn ở dải đất phía nam đồi núi. Thị trấn nhỏ Stockton nằm đối diện trung tâm thành phố Newcastle ở cửa sông và được liên kết bằng phà. Đường vào giữa Stockton và trung tâm Newcastle là qua cầu Stockton, cách đó 20 km (12 dặm). Phần lớn thành phố bị khai thác bởi các biện pháp than của lưu vực trầm tích Sydney, khi nhiều làng khai thác than nằm trên các ngọn đồi và thung lũng quanh cảng đã sáp nhập vào một khu đô thị mở rộng về phía nam tới Hồ Macquarie.

### Khí hậu
Newcastle có khí hậu cận nhiệt đới ẩm (Cfa), điển hình cho bờ biển phía đông Úc. Lượng mưa nhiều nhất vào cuối mùa thu và đầu mùa đông, trong khi nửa cuối năm là hơi khô hơn trung bình. Khí hậu thường được ảnh hưởng bởi Thái Bình Dương ở phía đông. Mùa hè chủ yếu là ấm và ẩm với thời gian rất khô và nóng đôi khi do gió nóng từ tây sang tây bắc, có thể mang nhiệt độ vượt quá 40 °C (104 °F). Nhiệt độ ghi nhận cao nhất là 42,5 °C (108,5 °F) vào tháng 1 năm 2013 tại trạm thời tiết Nobbys Head. Mùa đông thường ôn hòa với điều kiện khô hơn so với mùa hè trung bình. Frông lạnh ảnh hưởng đến khu vực và đôi khi mang lại gió mạnh phía sau. Nhiệt độ lạnh nhất từng được ghi nhận là 1,8 °C (35,2 °F) vào tháng 7 năm 1986. Bờ biển phía đông có địa hình thấp cũng ảnh hưởng đến Newcastle, đôi khi có gió mạnh hơn 100 km/h (62 dặm / giờ) và lượng mưa xối xả, thường kéo dài vài ngày. Bờ biển thấp phía đông vào tháng 5 năm 1974, các khu vực Hunter tháng 6 năm 2007 và các cơn bão miền Trung vào tháng 4 năm 2015 là những ví dụ cực đoan về kiểu thời tiết này.
| Dữ liệu khí hậu của Newcastle     | Dữ liệu khí hậu của Newcastle | Dữ liệu khí hậu của Newcastle | Dữ liệu khí hậu của Newcastle | Dữ liệu khí hậu của Newcastle | Dữ liệu khí hậu của Newcastle | Dữ liệu khí hậu của Newcastle | Dữ liệu khí hậu của Newcastle | Dữ liệu khí hậu của Newcastle | Dữ liệu khí hậu của Newcastle | Dữ liệu khí hậu của Newcastle | Dữ liệu khí hậu của Newcastle | Dữ liệu khí hậu của Newcastle | Dữ liệu khí hậu của Newcastle |
| Tháng                             | 1                             | 2                             | 3                             | 4                             | 5                             | 6                             | 7                             | 8                             | 9                             | 10                            | 11                            | 12                            | Năm                           |
| --------------------------------- | ----------------------------- | ----------------------------- | ----------------------------- | ----------------------------- | ----------------------------- | ----------------------------- | ----------------------------- | ----------------------------- | ----------------------------- | ----------------------------- | ----------------------------- | ----------------------------- | ----------------------------- |
| Cao kỉ lục °C (°F)                | 42.5 (108.5)                  | 40.9 (105.6)                  | 39.0 (102.2)                  | 36.8 (98.2)                   | 28.5 (83.3)                   | 26.1 (79.0)                   | 26.3 (79.3)                   | 29.9 (85.8)                   | 34.4 (93.9)                   | 36.7 (98.1)                   | 41.0 (105.8)                  | 42.0 (107.6)                  | 42.5 (108.5)                  |
| Trung bình ngày tối đa °C (°F)    | 25.6 (78.1)                   | 25.4 (77.7)                   | 24.7 (76.5)                   | 22.8 (73.0)                   | 20.0 (68.0)                   | 17.5 (63.5)                   | 16.7 (62.1)                   | 18.0 (64.4)                   | 20.2 (68.4)                   | 22.1 (71.8)                   | 23.5 (74.3)                   | 24.9 (76.8)                   | 21.8 (71.2)                   |
| Tối thiểu trung bình ngày °C (°F) | 19.2 (66.6)                   | 19.3 (66.7)                   | 18.3 (64.9)                   | 15.3 (59.5)                   | 12.0 (53.6)                   | 9.7 (49.5)                    | 8.5 (47.3)                    | 9.2 (48.6)                    | 11.5 (52.7)                   | 14.0 (57.2)                   | 16.1 (61.0)                   | 18.0 (64.4)                   | 14.3 (57.7)                   |
| Thấp kỉ lục °C (°F)               | 12.0 (53.6)                   | 10.3 (50.5)                   | 11.1 (52.0)                   | 7.4 (45.3)                    | 4.7 (40.5)                    | 3.0 (37.4)                    | 1.8 (35.2)                    | 3.3 (37.9)                    | 5.0 (41.0)                    | 6.5 (43.7)                    | 7.2 (45.0)                    | 11.0 (51.8)                   | 1.8 (35.2)                    |
| Lượng mưa trung bình mm (inches)  | 87.9 (3.46)                   | 108.1 (4.26)                  | 119.4 (4.70)                  | 116.0 (4.57)                  | 117.0 (4.61)                  | 117.1 (4.61)                  | 93.8 (3.69)                   | 73.8 (2.91)                   | 72.1 (2.84)                   | 72.5 (2.85)                   | 71.4 (2.81)                   | 80.9 (3.19)                   | 1.131,2 (44.54)               |
| Số ngày mưa trung bình            | 11.1                          | 11.2                          | 12.4                          | 12.3                          | 12.6                          | 12.3                          | 11.2                          | 10.5                          | 10.0                          | 10.9                          | 10.7                          | 10.6                          | 135.8                         |
| Nguồn: Bureau of Meteorology      |                               |                               |                               |                               |                               |                               |                               |                               |                               |                               |                               |                               |                               |

## Những thảm họa

### Trận động đất năm 1989
Vào ngày 28 tháng 12 năm 1989, Newcastle trải qua một trận động đất đo 5,6 trên thang Richter, làm chết 13 người, làm bị thương 162 người và phá hủy nghiêm trọng một số tòa nhà nổi bật. Một số đã bị phá hủy, bao gồm khách sạn George lớn ở đường Scott (thành phố), Nhà hát Century ở Broadmeadow, Nhà hát Hunter (trước đây là 'The Star') và phần lớn trường The Junction ở Merewether. Một phần của Câu lạc bộ Lao động Newcastle, một địa điểm nổi tiếng, đã bị phá hủy và sau đó được thay thế bằng một cấu trúc mới. Suy thoái kinh tế sau đầu những năm 1990 khiến thành phố mất nhiều năm để phục hồi. Tuy nhiên, đường Beaumont, Hamilton, nơi có nhiều tòa nhà bị thiệt hại lớn, trở thành một chuỗi nhà hàng quốc tế phát triển mạnh sau trận động đất và vẫn đang diễn ra mạnh mẽ hiện nay. Trận động đất đã giúp cải thiện hoạt động kinh doanh ở dải ngoại ô này.

### Tháng 6 năm 2007 cơn bão vùng Hunter và Central Coast
Vào ngày 8 tháng 6 năm 2007, các khu vực Hunter và Central Coast bị đánh đập bởi các cơn bão nguy hiểm nhất đã tấn công New South Wales trong 30 năm qua. Điều này dẫn đến hiện tượng ngập lụt và 9 người chết. Hàng ngàn ngôi nhà bị ngập và nhiều ngôi nhà bị phá hủy. Vùng Hunter và vùng duyên hải trung tâm được tuyên bố là khu vực thiên tai bởi Thống đốc bang, Morris Iemma, ngày 8 tháng 6 năm 2007. Lũ lụt tiếp theo được dự đoán bởi Cục Khí tượng nhưng ít nghiêm trọng hơn dự đoán.
Trong giai đoạn đầu của những cơn bão, con tàu chở hàng số lượng lớn 225 mét (738 ft), tàu Pasha Bulker đã bị mắc cạn tại bãi biển Nobbys sau khi không chú ý đến việc di chuyển ra nước ngoài. Sau một vài lần thất bại đầu tiên, chiếc tàu Pasha Bulker được khai thác trên chuyến cứu hộ thứ ba vào ngày 2 tháng 7 năm 2007 bất chấp những lo ngại trước đó rằng con tàu sẽ vỡ. Sau khi bước đầu vào cảng để sửa chữa nhỏ, nó khởi hành dưới sự kéo dài ngày 26 tháng 7 năm 2007 để đến những khu sửa chữa tàu lớn ở châu Á.

### Hàng hải
Vào ngày 12 tháng 7 năm 1866, tàu SS Cawarra, trên đường đến Brisbane từ Newcastle chở 60 hành khách, đã bị lật trong một cơn bão khi nó ra khỏi cảng. 60 người thiệt mạng chỉ với một người sống sót.
Tai nạn hàng hải bi thảm nhất của thế kỷ 20 ở Newcastle xảy ra vào ngày 9 tháng 8 năm 1934 khi phà Bluebell của Stockton va chạm với tàu chở hàng ven biển, Waraneen và chìm ở giữa sông Hunter. The Bluebell Collision tuyên bố ba cuộc sống và mười lăm hành khách đã được nhận vào bệnh viện Newcastle, với hai bị ảnh hưởng nghiêm trọng từ những tác động của ngâm. Sau đó người ta thấy rằng thuyền trưởng là người có lỗi.
Đây chỉ là hai sự kiện trong lịch sử rất dài của những con tàu đắm trong lịch sử bao gồm cả bãi biển 1974 của MV Sygna, và bãi biển 2007 của MV Pasha Bulker.

### Hàng không
Vào ngày 16 tháng 8 năm 1966, một chiếc CAC Saber của RAAF đâm vào khu ngoại ô của thành phố The Junction. Phi công, sĩ quan bay Warren William Goddard, đã trải qua những rắc rối về động cơ và không thành công khi cố gắng lên máy bay trên Thái Bình Dương. Junction là một vùng ngoại ô đông dân cư của Newcastle và hầu hết các mảnh vỡ máy bay rơi xuống khu vực mua sắm của vùng ngoại ô. Năm 2007, một tấm bảng tưởng niệm đã được công bố cho phi công bị tử nạn.

## Kinh tế

### Thế kỷ 19 và đầu thế kỷ 20

#### Than

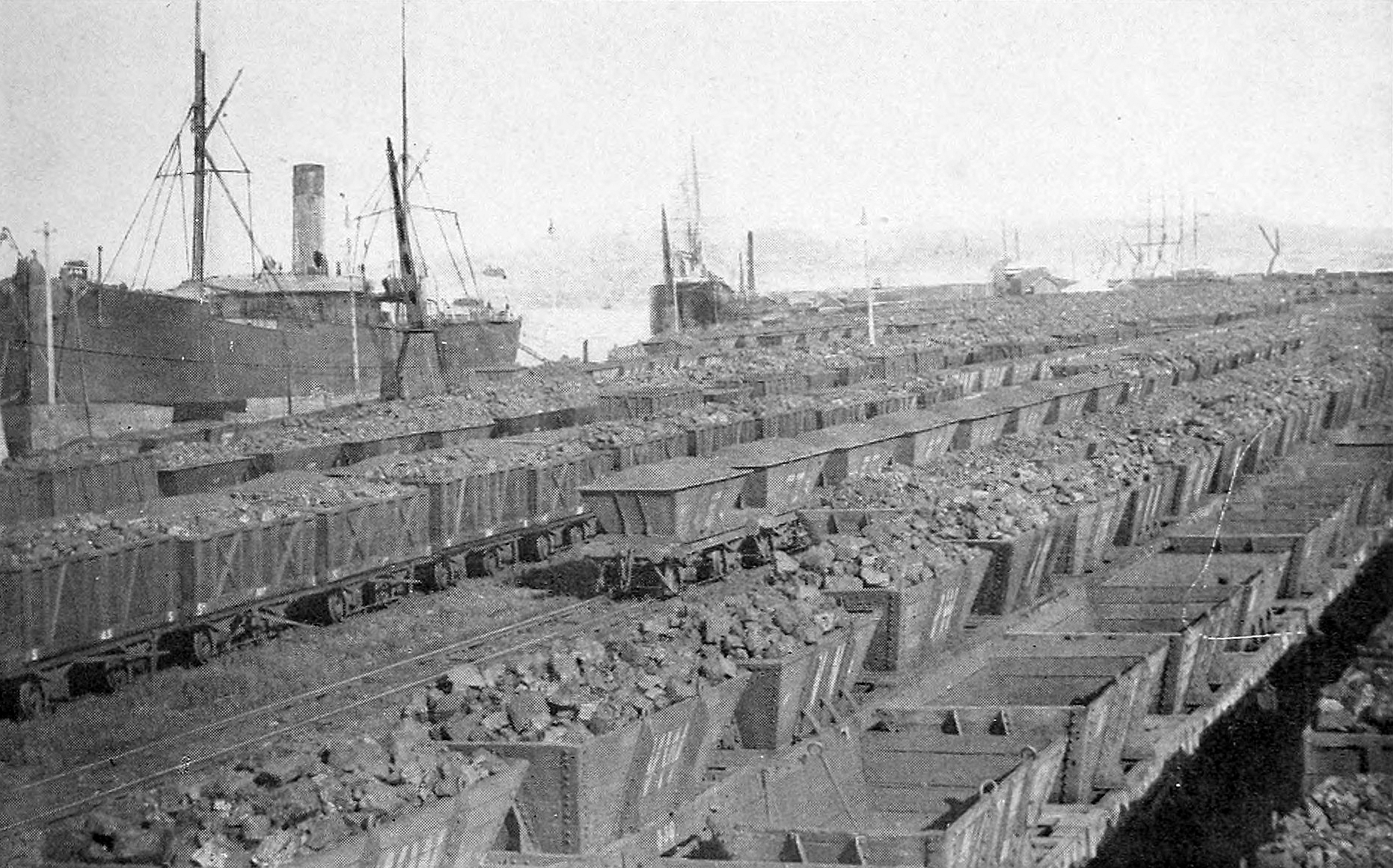
Than đang chờ lô hàng từ Newcastle, 1891

Khai thác than bắt đầu một cách nghiêm túc vào ngày 3 tháng 5 năm 1833 khi Công ty Nông nghiệp Úc nhận được trợ cấp đất tại Newcastle cộng thêm 31 năm độc quyền về giao thông than của thị trấn đó. Các vùng khác nằm trong bán kính 16 km (10 dặm). Các mỏ than chính được đặt tại Stockton, Tighes Hill, Carrington và Newcastle Collieries Collieries đồng của Newcastle tại Merewether (bao gồm Glebe), Wallsend và Waratah collieries. Tất cả các hoạt động đã đóng cửa vào đầu những năm 1960.
Vào ngày 10 tháng 12 năm 1831, Công ty Nông nghiệp Úc chính thức khai trương tuyến đường sắt đầu tiên của Úc, tại giao lộ của Brown & Church Streets, Newcastle. Được tư nhân sở hữu và điều hành để phục vụ mỏ than A Pit, nó là một thanh sắt bằng sắt đúc trên một mặt phẳng nghiêng như một đường sắt trọng lực.

#### Đồng
Vào những năm 1850, một công trình luyện kim đồng lớn được thành lập tại Burwood, gần Merewether. Một bản khắc này xuất hiện trên tờ Illustrated London News vào ngày 11 tháng 2 năm 1854. Công ty đồng Anh và Úc đã xây dựng một công trình quan trọng khác tại Broadmeadow vào khoảng năm 1890, và trong thập niên đó, Cockle Creek Smelter được xây dựng.

#### Xà phòng
Nhà máy lớn nhất của loại này ở Nam bán cầu được xây dựng vào năm 1885, trên diện tích 8,9 ha (22 mẫu Anh) giữa các vùng ngoại ô Tighes Hill và Port Waratah, bởi Charles Upfold, từ London, cho Công ty Xà phòng và Nến Sydney, để thay thế một nhà máy nhỏ hơn ở Wickham. Sản phẩm xà phòng của họ đã giành được 17 huy chương tại Triển lãm Quốc tế. Tại Triển lãm Quốc tế Sydney, họ đã giành được huy chương đồng "chống lại mọi người đến từ mọi nơi trên thế giới", giải thưởng đầu tiên duy nhất được trao cho xà phòng và nến. Sau Thế chiến thứ nhất, công ty đã được bán cho Messrs Lever & Kitchen (ngày nay là Unilever), và nhà máy đóng cửa vào giữa những năm 1930.

#### Thép
Năm 1911, BHP (Broken Hill Propriety) đã chọn thành phố làm địa điểm cho các xưởng sản xuất thép do sự phong phú của than đá. Mảnh đất được đặt sang một bên là bất động sản chính, ở rìa phía nam của bến cảng. Năm 1915, các nhà máy thép BHP mở cửa, bắt đầu khoảng thời gian 80 năm chiếm lĩnh các công trình thép và công nghiệp nặng. Khi Mayfield và các vùng ngoại ô xung quanh các xưởng thép giảm phổ biến vì ô nhiễm, các nhà máy thép phát triển mạnh, trở thành người sử dụng lao động lớn nhất trong khu vực.

#### Thách thức kinh tế
Newcastle là một khu vực truyền thống của ngành công nghiệp nặng đã không được phục hồi từ những ảnh hưởng của suy thoái kinh tế mà đã cản trở New South Wales và các vùng rộng lớn hơn ở Úc kể từ những năm 1970. Những suy thoái này đặc biệt khó khăn cho ngành công nghiệp nặng, đặc biệt phổ biến ở Newcastle. Cuộc suy thoái đầu những năm 1990 đã gây thiệt hại đáng kể cho công việc trên khắp nước Úc và khu vực Newcastle có tỷ lệ thất nghiệp cao nhất là 17% vào tháng 2 năm 1993, so với 12,1% ở New South Wales và 11,9% trên khắp nước Úc. Khi Úc hồi phục từ đầu thập niên 1990, nền kinh tế của Newcastle đã phục hồi và tỷ lệ thất nghiệp nhanh chóng giảm. Tuy nhiên, nó vẫn duy trì trên mức của New South Wales.

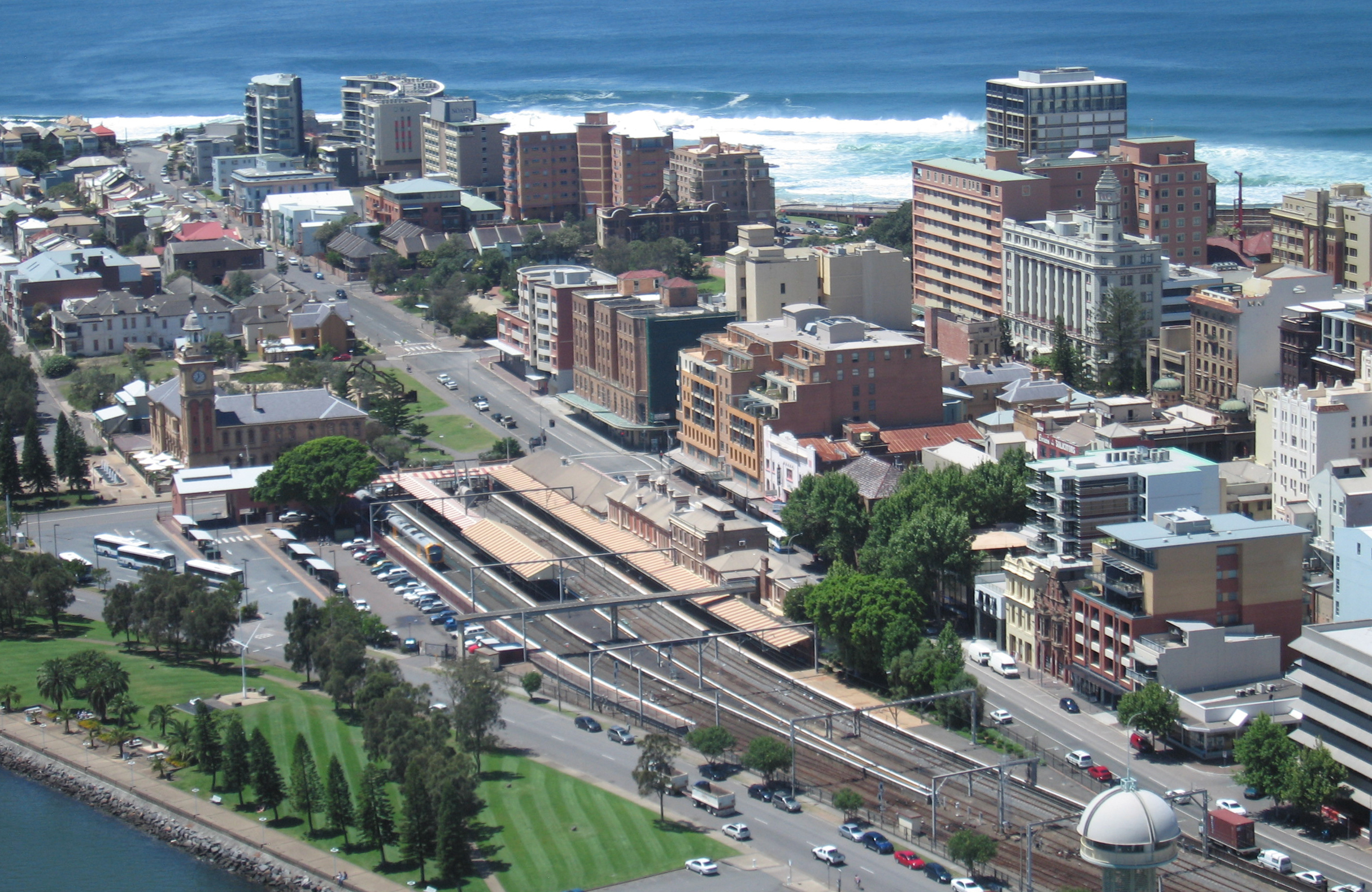
Một góc Newcastle năm 2008.

Năm 1999, các nhà máy đóng cửa sau 84 năm hoạt động và đã sử dụng khoảng 50.000 năm, trong nhiều thập kỷ. Việc đóng cửa các xưởng thép BHP diễn ra tại thời điểm mở rộng kinh tế mạnh mẽ tại Úc. Tại thời điểm đóng cửa và kể từ khi đóng cửa, Newcastle đã trải qua một số lượng lớn sự đa dạng hóa kinh tế đã củng cố nền kinh tế địa phương. Mặc dù vậy, việc đóng cửa đã khiến tình hình việc làm ở Newcastle bị suy giảm, nơi tỷ lệ thất nghiệp tăng nhanh chóng lên gần 12% từ mức dưới 9% tại đáy trước đó trước khi đóng cửa.
Kể từ năm 2003, Úc đã trải qua những ảnh hưởng của sự bùng nổ hàng hóa năm 2000 khi giá hàng hóa cho các mặt hàng xuất khẩu lớn như than đá và quặng sắt tăng đáng kể. Điều này đã tạo ra một động lực lớn cho đầu tư vào khu vực Newcastle và Hunter do tình trạng của nó như là một trung tâm khai thác và xuất khẩu than lớn cho thị trường châu Á. Các dự án lớn liên quan đến ngành than đã giúp đẩy tỷ lệ thất nghiệp của Newcastle lên mức thấp nhất trong 20 năm và cho phép khu vực Newcastle thời tiết suy thoái kinh tế cuối năm 2000 tốt hơn toàn bộ NSW. Tính đến năm 2009, hai nhà tuyển dụng lớn nhất là Hunter New England Area Health Service và University of Newcastle. Sở giao dịch chứng khoán quốc gia Úc (trước đây là Sở giao dịch chứng khoán Newcastle) trước đây có trụ sở tại thành phố.

## Nhân khẩu
Khu vực đô thị của Newcastle là khu vực đông dân thứ hai ở New South Wales, và bao gồm hầu hết các Newcastle LGA, một phần lớn của Hồ Macquarie LGA và một phần của Fern Bay, một vùng ngoại ô phía nam của Port Stephens. Theo điều tra dân số năm 2016, đô thị này có dân số 322.278 người. Dân số của thành phố Newcastle là 155.411 trong khi Hồ Macquarie thực sự lớn hơn với dân số 197.371 người.
Newcastle thường được coi là thành phố lớn thứ bảy ở Úc. Điều này là gây hiểu nhầm khi khu vực được thể hiện vượt ra ngoài cả Thành phố Newcastle và khu vực đô thị Newcastle. Khu vực này, chính thức là Quận Thống kê Newcastle, được gọi là vùng đô thị Newcastle hoặc Vùng Hạ Hunter, bao gồm hầu hết các khu vực của Newcastle, Lake Macquarie, Cessnock, Maitland và Port Stephens khu vực chính quyền địa phương và, kể từ ngày 30 tháng 6 năm 2009, dân số ước tính là 540.796 người. Mặc dù có sự gần gũi của họ, tất cả các LGA trong khu vực duy trì bản sắc riêng của họ, tách biệt với Newcastle.
Các demonym cho người dân của Newcastle là "Novocastrian", có nguồn gốc từ novus Latin (mới) và castra (lâu đài hoặc pháo đài).

## Giáo dục

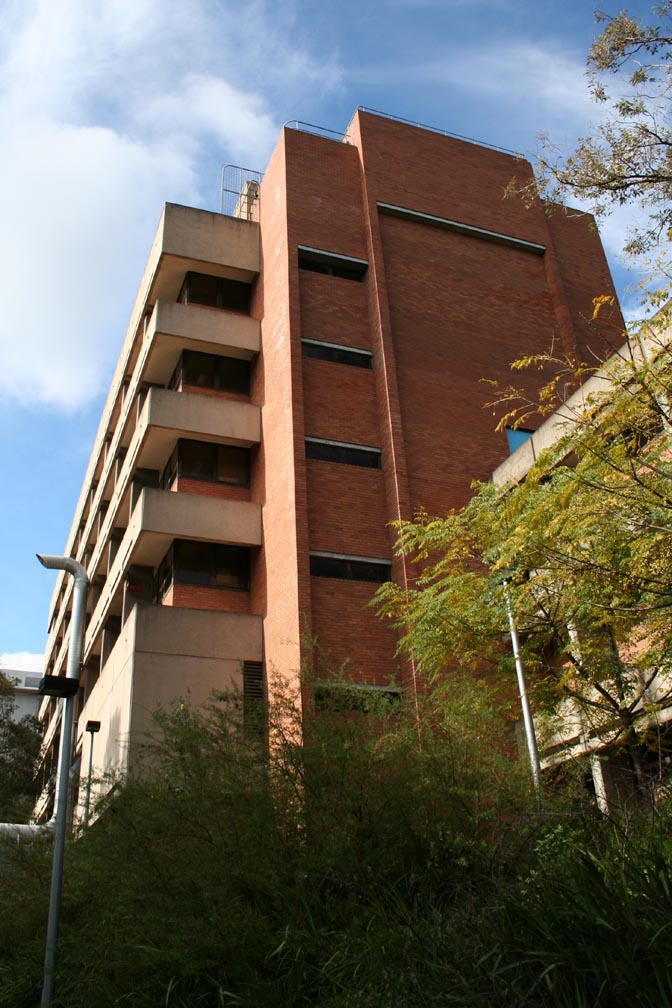
Một khu nghiên cứu dược phẩm ở Đại học Newcatsle.

Nhà cung cấp giáo dục đại học chính của thành phố là Đại học Newcatsle. Trường được thành lập năm 1951 với tư cách là một cơ sở vệ tinh của Đại học New South Wales và giành được quyền tự chủ vào năm 1965. Trường hiện cung cấp hơn 150 khóa học đại học và sau đại học cho số sinh viên trên 38.000 người, trong đó có 7.000 sinh viên quốc tế đến từ hơn 113 quốc gia. Cơ sở chính nằm ở ngoại ô Callaghan cách trung tâm thành phố khoảng 12 km (7 dặm).
Có ba cơ sở của Viện Hunter TAFE, một ở khu vực trung tâm Newcastle, một ở ngoại ô Hamilton East và một khu khác nằm ở ngoại ô Tighes Hill. Khuôn viên Tighes Hill là khuôn viên lớn nhất của mạng và cung cấp các khóa học về kinh doanh, khách sạn và các ngành nghề khác nhau.

## Kiến trúc

### Các công trình
Một khu vực di sản ở phía đông của Khu Thương mại Trung tâm, tập trung vào Nhà thờ Christ Church, có nhiều nhà trên sân thượng kiểu Victoria.

### Cấu trúc
Các công trình đáng chú ý ở Newcastle bao gồm tháp Queens Wharf và ANZAC Walk.

## Giao thông

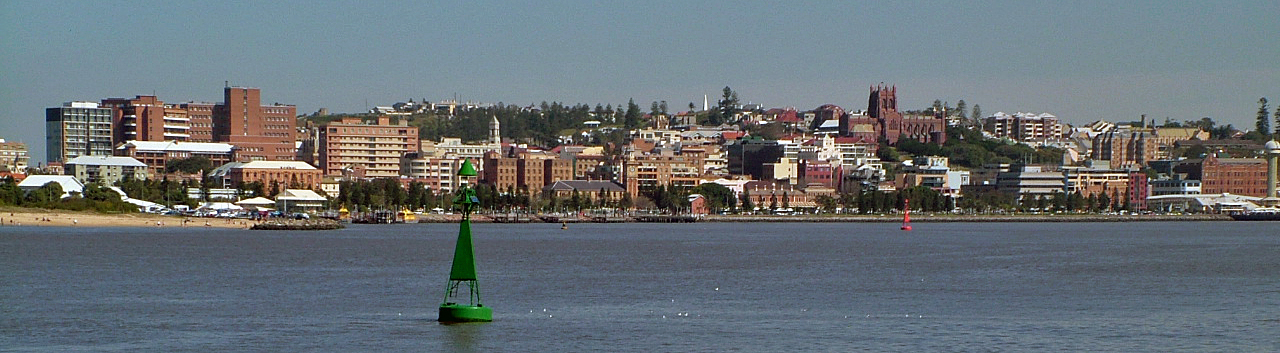
Newcastle nhìn từ Stockton

Giống như hầu hết các thành phố lớn, khu vực đô thị Newcastle có một hệ thống rộng lớn của cả hai tuyến đường và dịch vụ giao thông công cộng dựa trên đường bộ (xe buýt, taxi, vv) bao gồm hầu hết các khu vực của Newcastle và Macquarie Lake và mở rộng ra ngoài khu vực đô thị. Tuy nhiên, vận tải đường sắt chỉ có thể tiếp cận được với một tỷ lệ phần trăm dân số tương đối nhỏ dọc theo các tuyến vận tải đường sắt chính và dịch vụ phà bị hạn chế đối với những tuyến đi lại giữa Newcastle và Stockton. Trong khu vực đô thị, ô tô vẫn là hình thức vận chuyển chủ đạo. Tại thời điểm điều tra dân số năm 2001, ít hơn 4% dân số sử dụng phương tiện giao thông công cộng, trong đó khoảng 2,5% đi bằng xe buýt và 1% sử dụng tàu hoặc phà để đi làm. Mặt khác, hơn 72% dân số đi bằng xe hơi đi làm. Newcastle, giống như tất cả các trung tâm đô thị lớn của Úc, đã có một hệ thống xe điện, nhưng nó đã đóng cửa vào năm 1950. Vào năm 2014 nó đã được thông báo rằng xe điện sẽ trở lại thành phố như một hệ thống đường sắt hiện đại.